# 데이비드 레이브
데이비드 레이브(David William Rabe, 1940년 3월 10일)는 미국의 극작가다.
빌라노라 대학의 극작교수로 있으면서 <파블로 허믈의 기초훈련>(1970), <뼈다귀와 시체들>(1971)을 써서 주목을 받았다. 이 두 작품은 모두 조셉 파프의 '퍼블릭 시어터'의 공연인데 <파블로 허믈>은 표현주의의 환상적 터치로 군대사회를 공격한 작품이며 후자는 월남전에 종군한 한 군인의 눈에 비친 미국사회를 파헤친 작품이다.